# Puntaspilli

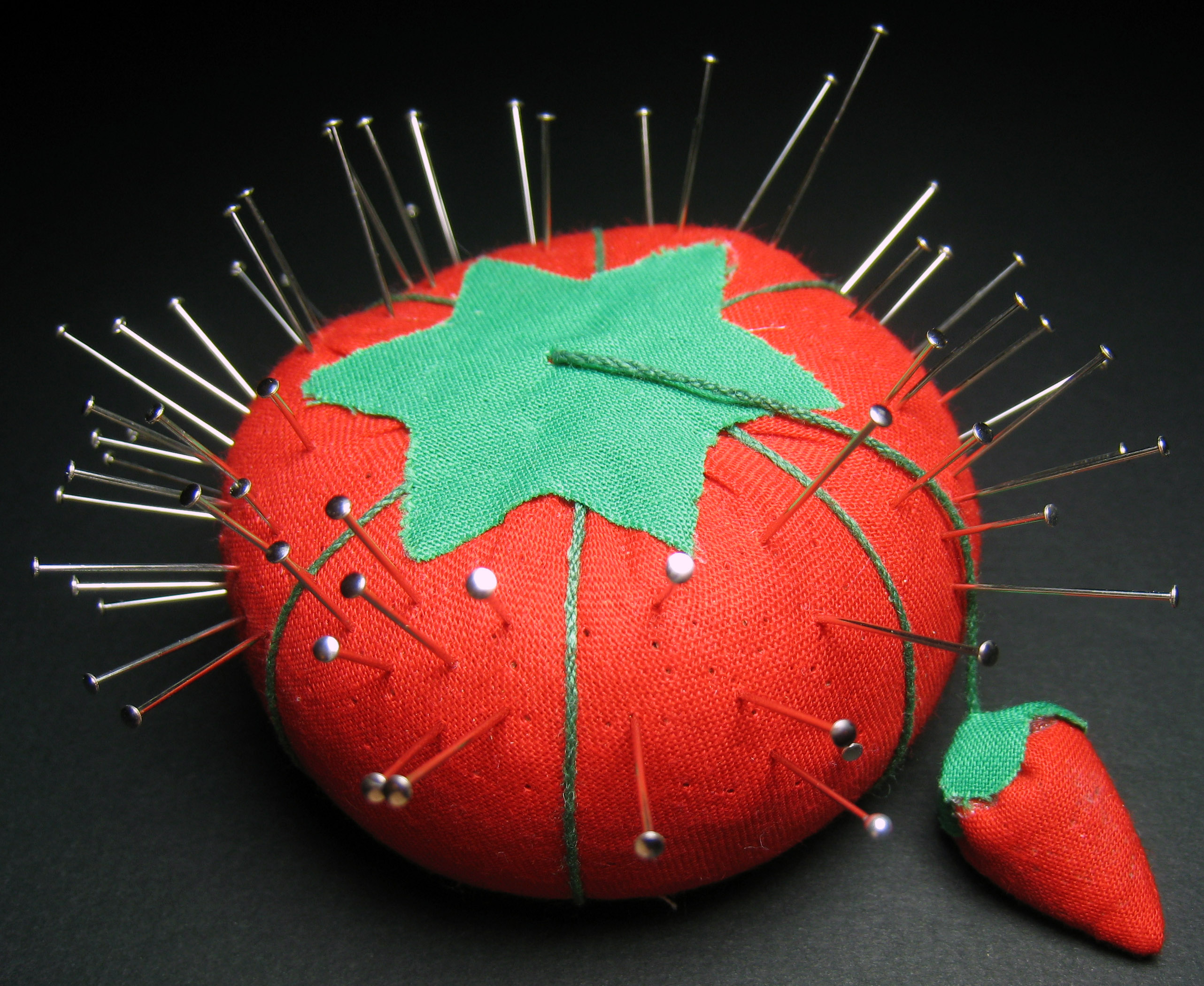
Puntaspilli fragola

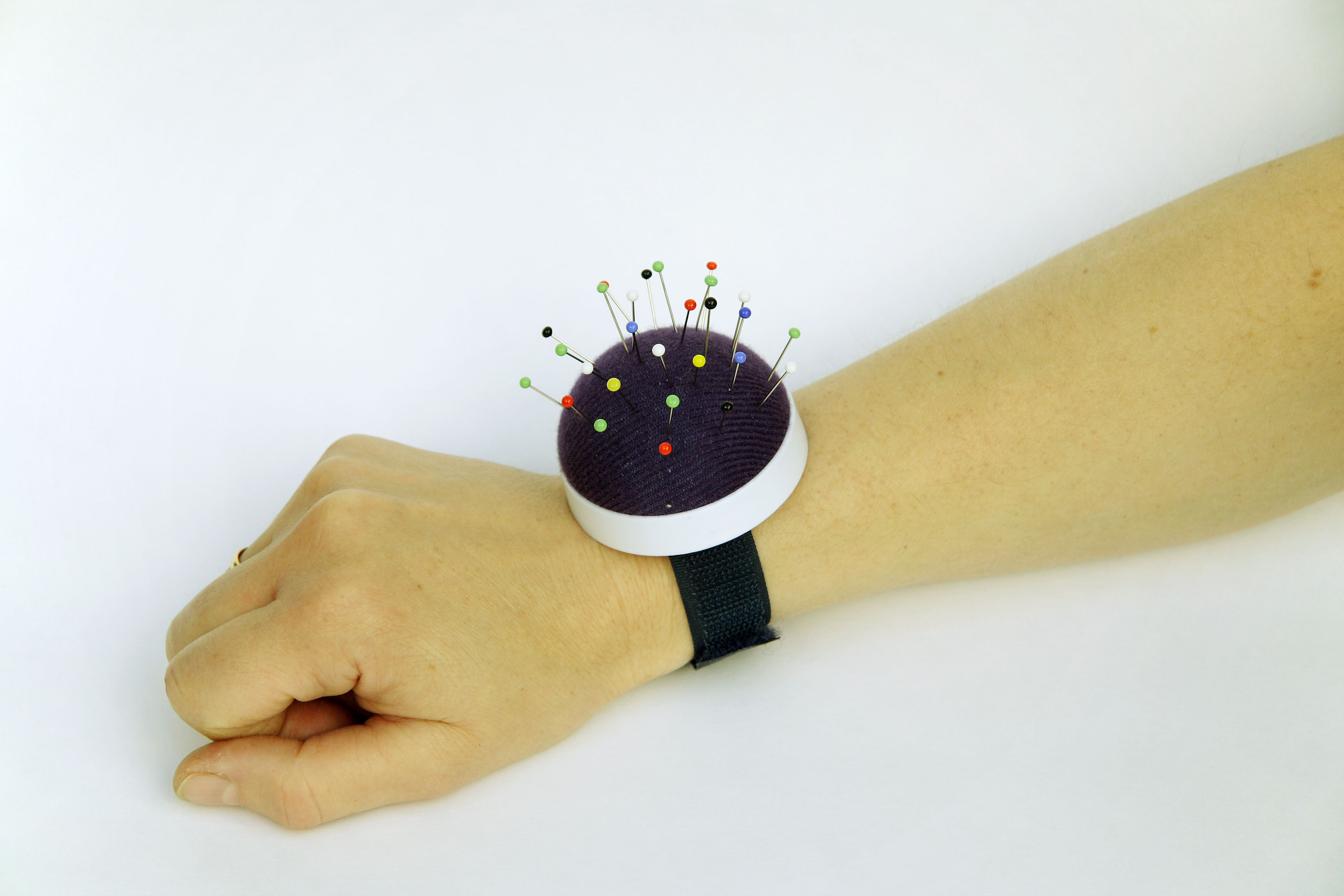
Puntaspilli da polso

Il puntaspilli è un cuscinetto imbottito che serve a contenere gli spilli. Gli spilli, ma anche gli aghi, vengono conficcati nel puntaspilli con la parte appuntita, in modo che la parte sporgente, quella con la capocchia per gli spilli o con la cruna per gli aghi, sporga all'esterno e possa essere comodamente impugnata, senza pericolo di pungersi.
I puntaspilli hanno modeste dimensioni, da 3 a 5 cm., sono costruiti in modo da non rovesciarsi e con il peso sufficiente a rimanere in loco mentre si mettono e tolgono gli spilli. Ne esistono modelli applicati sul coperchio delle scatolette che contengono la riserva di spilli, calamitati e da polso.